# تفسير التحرير والتنوير
تحرير المعنى السديد وتنوير العقل الجديد من تفسير الكتاب المجيد هو كتاب تفسير القرآن من تأليف الشيخ محمد الطاهر بن عاشور شيخ جامعة الزيتونة بتونس. هذا الكتاب هو محصّلة خمسين عامًا من العمل، حيث وضع فيه مؤلفه نظرته التجديدية والإصلاحية، وتميز هذا التفسير بالاهتمام بالجوانب البلاغية للقرآن، وعدم الاتّكال كليةً على التراث العلمي للتفسير، حيث ينتقد الطاهر بن عاشور الكثير من المفسرين، لأنهم اعتمدوا بحسب رأيه على من سبقوهم دون إضافة قيمة علمية تذكر، وقد قال في هذا الصدد: «لأنهم توهموا أن ما خالف النقل عن السابقين إخراج للقرآن عما أراد الله به». ويعد «التحرير والتنوير من التفسير» -وهو العنوان الذي اختصره الشيخ بن عاشور في التمهيد لكتابه الذي نشرته في تونس الدار التونسية للنشر عام 1984 في 30 جزء تحت عنوان «تفسير التحرير والتنوير» - من أهم التفاسير الذي يرجع إليها المختصون، واستطاع مؤلفه من خلاله أن يضع نفسه بين أبرز علماء تفسير القرآن، وهو من أبرز تفاسير العصر الحديث التي كُتبتْ على وَفْقِ نظرية النظم عند الجرجاني.

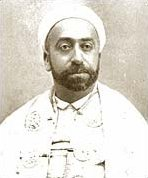
محمد الطاهر بن عاشور